# Volkssternwarte Dortmund
Die Volkssternwarte Dortmund ist eine kleine Sternwarte in Dortmund.

## Lage
Die Volkssternwarte Dortmund liegt im Südwesten des Westfalenparks Dortmund, in der Nähe des Eingangs Buschmühle, gegenüber der Galerie Torfhaus. Sie ist i. d. R. am Wochenende besetzt.

## Geschichte
Die Geschichte der Volkssternwarte Dortmund ist mit der des Astronomischen Verein Dortmund e.V. verbunden. Im April 1913 gegründet ist er nach den Vereinen in Berlin und Frankfurt der älteste Verein dieser Art in Deutschland.
Die erste Sternwarte in den 1920er und 1930er Jahren befand sich im Bereich der Städtischen Kliniken. Ihre Unterlagen sind im Krieg verloren gegangen. Das Hauptgerät dieser Sternwarte wurde während des Krieges im Keller des Vereinsvorsitzenden aufbewahrt.
Die Stadt Dortmund bot 1978 dem Astronomischen Verein Dortmund e.V. das alte Reinoldhaus im Westfalenpark als neuen Standort und Vereinsheim für die Volkssternwarte an. Das Hauptgerät der ersten Sternwarte stellte auch in diesem Gebäude das größte Gerät dar. Mit diesem wurde bis in das 21. Jahrhundert aktiv beobachtet. Danach erfolgte ein Austausch durch ein Celestron C14.

## Allgemeine Daten zur Einrichtung der Volkssternwarte

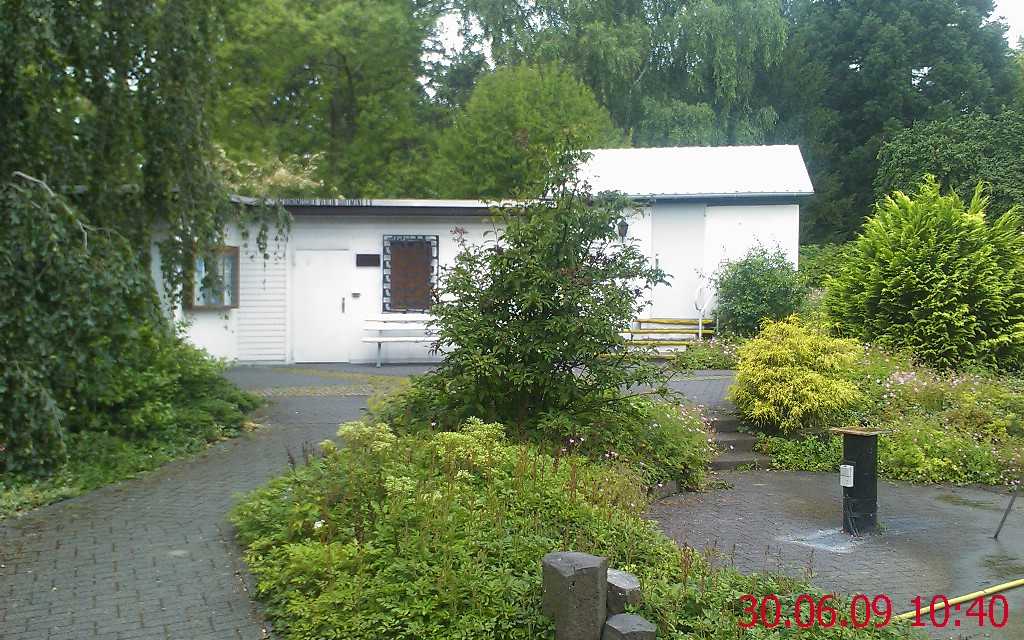
Die Volkssternwarte Dortmund im Sommer 2009

Die Volkssternwarte ist eine kleine aus drei Räumen und drei Teleskopsäulen bestehende Sternwarte. Die Räumlichkeiten beherbergen eine kleine Bibliothek, ein Vortragsraum für etwa 15 Personen und das 1984 neu gebaute Beobachtungsgebäude. Das Dach des Beobachtungsgebäudes kann einfach abgerollt werden und wird dann über den Vortragsraum geschoben.

### Teleskope der Volkssternwarte
Die Volkssternwarte Dortmund beherbergt drei festmontierte Teleskope unterschiedlicher Bauart: Ein 150 mm Durchmesser Refraktor mit 2,25 m Brennweite eignet sich für die Beobachtung der Planeten, sowie ein 350 mm Durchmesser Spiegelteleskop ein Reflektor und ein Celestron C 14, mit 4 m Brennweite zur Beobachtung galaktischer Nebel und Galaxien. Das dritte Teleskop ist ein 100 mm Durchmesser Refraktor mit 1 m Brennweite und Protuberanzenansatz zur Beobachtung von Filamenten auf der Sonnenoberfläche und der Protuberanzen am Sonnenrand.